# Ben Knapen
Pour les articles homonymes, voir Knapen.
Hubertus Petrus Maria Knapen, dit Ben Knapen, né le 6 janvier 1951 à Kaatsheuvel, est un journaliste, historien et homme politique néerlandais. Membre de l'Appel chrétien-démocrate (CDA), il est ministre des Affaires étrangères entre septembre 2021 et janvier 2022 au sein du troisième cabinet de Mark Rutte.
Il est auparavant secrétaire d'État (nl) aux Affaires étrangères sous le premier cabinet de Mark Rutte de 2010 à 2012, directeur général de la Banque européenne d'investissement (BEI) de 2013 à 2015, sénateur à la Première Chambre des États généraux de 2015 à 2021 et chef de groupe du CDA à la Première Chambre de 2019 à 2021.

## Biographie

### Carrière dans le journalisme
Diplômé de l'université Radboud de Nimègue, Ben Knapen travaille comme journaliste et correspondant pour le journal NRC Handelsblad, avant de devenir rédacteur en chef adjoint, puis rédacteur en chef, siégeant également au conseil d'administration de la maison d'édition PCM. À partir de 2008, il donne cours les médias dans son ancienne université à Nimègue et est membre du Conseil scientifique pour la politique du gouvernement (Wetenschappelijke Raad voor het Regeringsbeleid) à La Haye.

### Secrétaire d'État aux Affaires étrangères

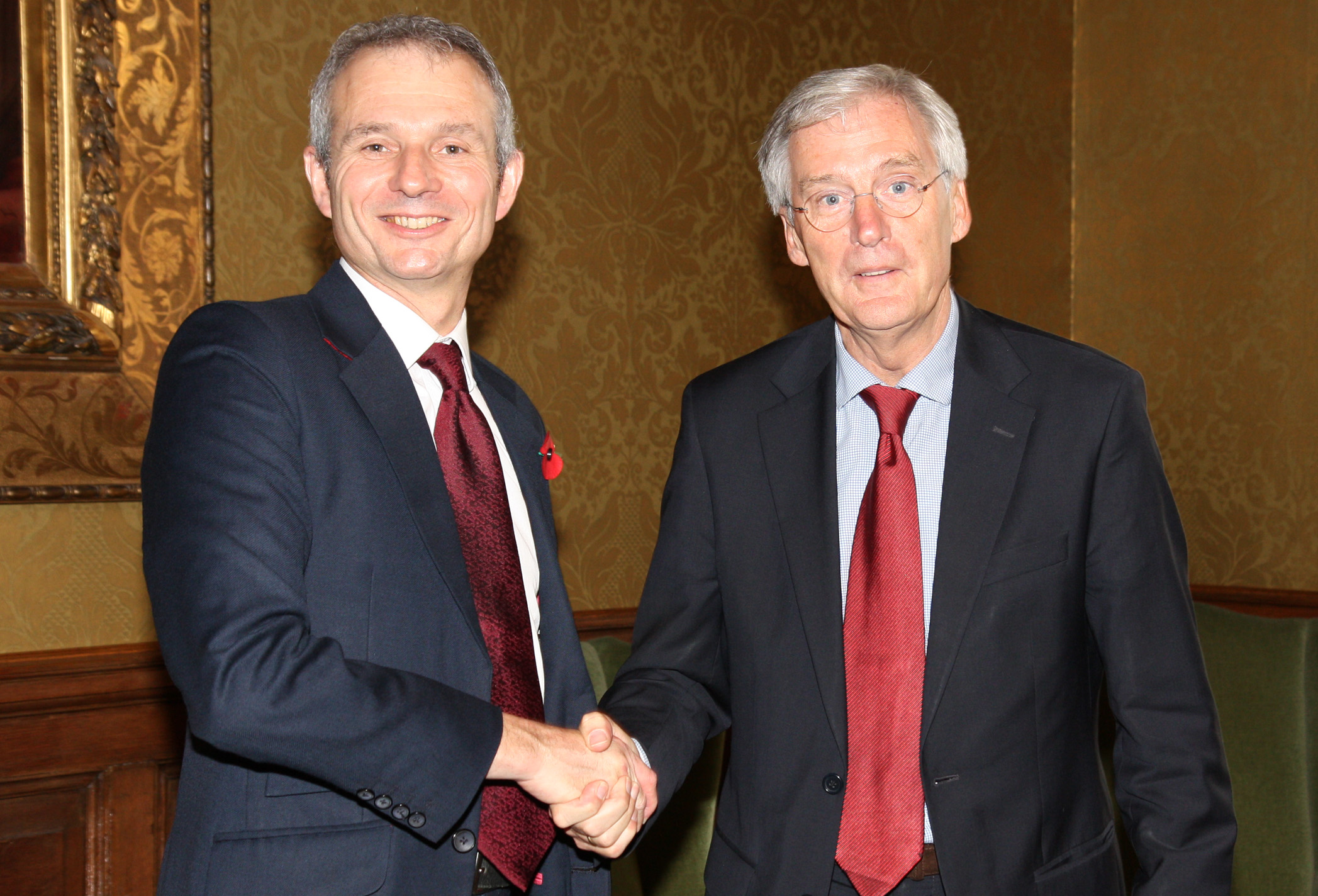
Ben Knapen et David Lidington à Londres en 2010.

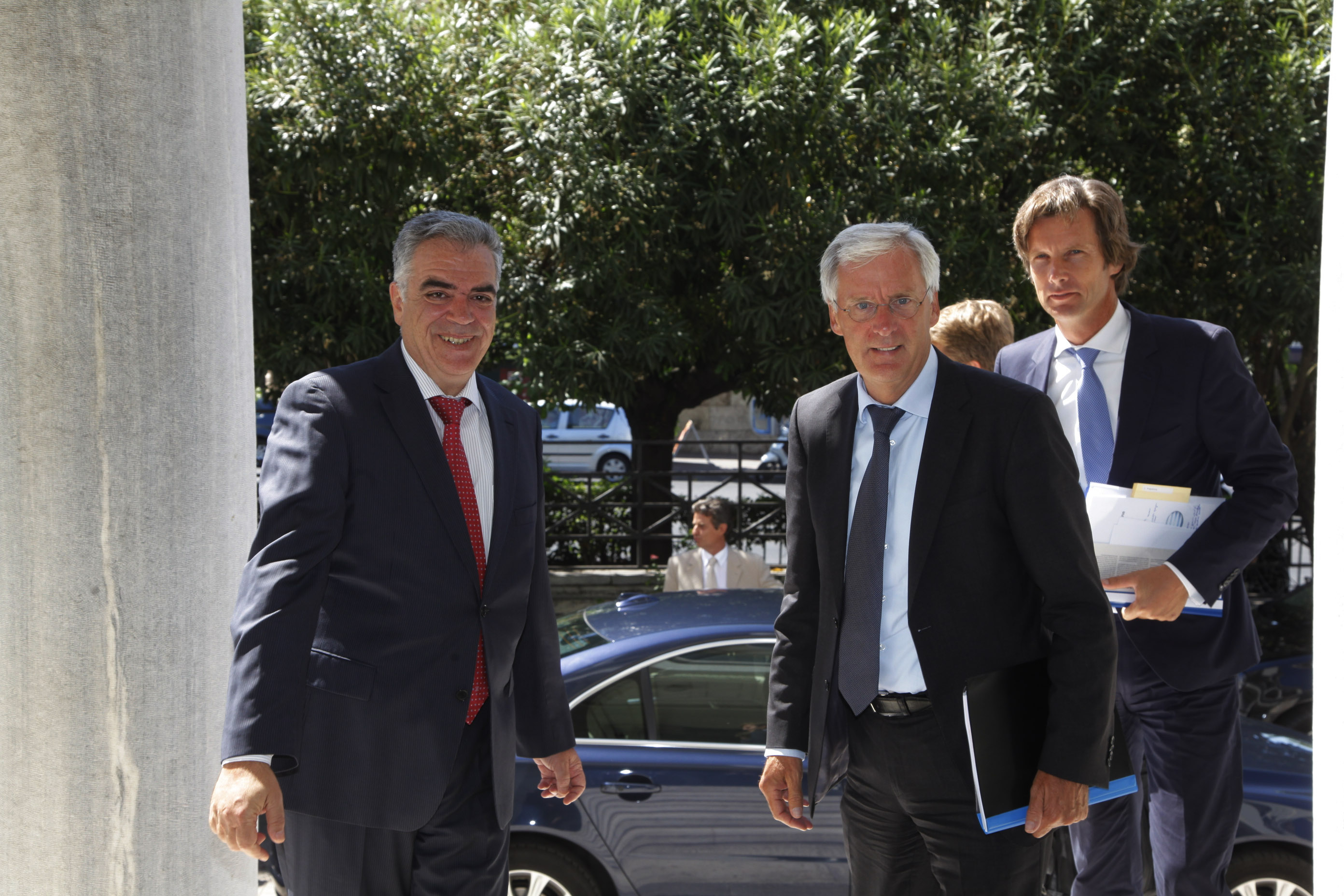
Ben Knapen en visite officielle à Athènes en 2012.

Nommé secrétaire d'État (nl) au ministère des Affaires étrangères le 14 octobre 2010 sous le premier cabinet de Mark Rutte, Ben Knapen travaille sous la direction du ministre Uri Rosenthal, du Parti populaire pour la liberté et la démocratie (VVD).
Il est chargé des affaires européennes et de la coopération pour le développement, succédant ainsi à Frans Timmermans, qui démissionne en février précédent alors que le Parti travailliste (PvdA) se retire du quatrième cabinet de Jan Peter Balkenende, ce qui cause la chute du gouvernement. Les tâches de Timmermans sont assurées par intérim par le chrétien-démocrate Maxime Verhagen, ministre des Affaires étrangères, avant l'entrée en fonction du premier cabinet de Mark Rutte plus tard dans l'année.
Les chrétiens-démocrates ne prenant pas part au deuxième cabinet de Mark Rutte, Ben Knapen n'est pas renouvelé dans ses fonctions le 5 novembre 2012.
La fonction de secrétaire d'État disparaît du ministère des Affaires étrangères, le poste sans portefeuille de ministre du Commerce extérieur et de la Coopération pour le développement, attribué à la travailliste Lilianne Ploumen, ancienne présidente de parti, reprenant une partie de ses attributions, les affaires européennes étant rendues au ministre des Affaires étrangères. Frans Timmermans, qui précède Knapen dans ses fonctions, est choisi pour diriger le ministère.

### Directeur général de la BEI
De mars 2013 à juillet 2015, Ben Knapen est directeur général de la Banque européenne d'investissement (BEI), sous la présidence de l'Allemand Werner Hoyer. Il démissionne lorsqu'il prend ses fonctions de sénateur à la Première Chambre des États généraux.

### Sénateur
Élu à la Première Chambre en huitième place de la liste conduite par l'ancien ministre Elco Brinkman (en), qui dirige brièvement le parti en 1994, lors des élections sénatoriales de 2015, il est désigné pour mener la liste du CDA aux élections sénatoriales de 2019. Le parti se place troisième avec neuf élus, en recul de trois sièges. Ben Knapen prend la direction du groupe parlementaire le 11 juin suivant.

### Ministre des Affaires étrangères
Le 24 septembre 2021, Ben Knapen est nommé ministre des Affaires étrangères dans le troisième cabinet de Mark Rutte,. Il succède à Sigrid Kaag, des Démocrates 66 (D66), démissionnaire, visée par une motion de défiance en raison de sa gestion critiquée des évacuations à la suite de la chute de Kaboul, après un court intérim de Tom de Bruijn, ministre du Commerce extérieur et de la Coopération pour le développement.